# Gowanda (New York)
Gowanda est un village situé dans les comtés de Cattaraugus et d'Érié, dans l'État de New York, aux États-Unis,. En 2020, il comptait une population de 2 512 habitants, estimée au 1er juillet 2021 à 2 488 habitants. Le village est fondé en 1810, incorporé en 1848 puis en 1878.

## Démographie
Lors du recensement de 2020, le village comptait une population de 2 512 habitants. Elle est estimée, en 2021, à 2 488 habitants.